# Tyasha Harris
Tyasha Harris, née le 1er mai 1998 à East Lansing, Michigan, est une joueuse professionnelle américaine de basket-ball jouant au poste de meneur.

## Carrière

### Carrière universitaire
Tyasha Harris a joué en NCAA avec les Gamecocks de la Caroline du Sud.
En 2017, elle remporte le titre de championne de la Division I de la NCAA.
Elle est la première joueuse des Gamecocks à atteindre plus de 700 passes décisives en carrière avec 705 passes soit le 10e meilleur total de la Division I de la NCAA féminine.
En 2020, à l'issue de la saison 2019-2020, elle remporte le Dawn Staley Award (en), récompensant la meilleure meneuse de jeu de la saison.
Également en 2020, elle est nommée dans la Third Team All-American par l'Associated Press et par 
United States Basketball Writers Association.

### Carrière professionnelle
Tyasha Harris est sélectionnée en 7e lors de la draft WNBA 2020 par les Wings de Dallas.

#### Wings de Dallas (2020-2022)
Elle fait ses débuts le 26 juillet 2020, lors du premier match de la saison WNBA 2020 des Wings en inscrivant 13 points et 4 rebonds face au Dream d'Atlanta. Il s'agit de son record de la saison qu'elle reproduit à deux autres reprises durant la saison, le 13 août 2020 face au Sun du Connecticut et le 26 août 2020 face aux Aces de Las Vegas, à chaque fois lors d'une défaite de son équipe. Elle conclue son année rookie avec des moyennes par match de 6,8 points et 2,7 passes décisives en 19,6 minutes de jeu.
Lors de la saison WNBA 2021, elle établit un nouveau record en carrière le 2 juin face aux Sparks de Los Angeles en inscrivant 18 points. Elle réalise en moyenne par match durant cette saison, 4,4 points et 2,7 passes décisives en 16,3 minutes de jeu. Elle dispute le premier tour des playoffs WNBA 2021 mais les Wings s'inclinent 64 à 81 face au Sky de Chicago. Elle ne dispute que 7 minutes et marque 0 point (0 sur 2 au tir).
Lors de la saison WNBA 2022, toujours avec les Wings de Dallas, elle réalise une record en carrière le 14 mai face aux Mystics de Washington en réalisant 10 passes décisives. Le 15 août 2022, lors son dernier match de la saison régulière face aux Sparks de Los Angeles, elle réalise le premier double-double de sa carrière en égalisant son record de 18 points et en battant son record de passes décisives avec 11 passes décisives. Elle termine la saison régulière avec des moyennes par match de 5 points et 2,8 passes décisives en 15,8 minutes de jeu. Elle participe aux trois matchs du premier tour des playoffs WNBA 2022 face au Sun du Connecticut mais voit son équipe être éliminée (1 victoire et 2 défaites).

#### Sun du Connecticut (2023-2024)
Le 16 janvier 2023, elle est envoyée avec Rebecca Allen (en) et le 6e choix de la draft WNBA 2023 au Sun du Connecticut dans un échange à trois équipes voyant Jonquel Jones aller au Liberty de New York et Natasha Howard et Crystal Dangerfield aller aux Wings de Dallas.
Elle commence la saison WNBA 2023 avec sa nouvelle équipe le 10 mai 2023 face au Liberty de New York en prenant 1 rebond et faisant 2 passes décisives en 17 minutes de jeu. Elle égale son record de point le 1er septembre 2023 face au Mercury de Phoenix. Sur cette saison, elle dispute 40 matchs de saison régulière pour des moyennes par match de 5,8 points et 1,7 passe décisive pour 16,7 minutes de jeu.
Durant la saison WNBA 2024, elle s'impose comme une joueuse majeure du Sun avec 39 matchs disputés dont 38 en tant que titulaire. Elle établit un nouveau record en carrière le 27 juin 2024 avec 23 points face aux Mystics de Washington. Durant la saison régulière, elle réalise des moyennes par match de 10,5 points et 3 passes décisives. Au premier tour des playoffs, elle élimine le Fever de l'Indiana avant de s'arrêter en demi finale face au Lynx du Minnesota.

#### Retour aux Wings de Dallas (depuis 2025)
Le 29 janvier 2025, elle est envoyée avec Alyssa Thomas au Mercury de Phoenix. Deux jours plus tard, elle est envoyée aux Wings de Dallas dans un échange comprenant trois franchises,.

#### Hors WNBA
En juin 2020, elle s'engage dans le championnat turc avec Kayseri Kaski pour la saison 2020-2021.
En octobre 2021, elle s'engage dans le championnat russe avec le Nika Sykyvkar pour la saison 2021-2022. En mars 2022, avant la fin de la saison, elle quitte le club russe.
En octobre 2024, elle rejoint le championnat chinois en s'engageant avec le Liaoning Hengye. Elle est coupée tout début janvier 2025 après avoir disputée 12 matchs pour des moyennes de 17,9 points et 3,3 passes décisives par match.

## Statistiques

### États-Unis

#### Université
| Champion NCAA | Gras/Meilleures performances | [ 25 ] |

| Saison                    | Équipe                          | MJ  | M5  | Min   | %T   | %3   | %LF  | Rb  | PD  | Int | Ctr | BP  | F   | Pts  |
| ------------------------- | ------------------------------- | --- | --- | ----- | ---- | ---- | ---- | --- | --- | --- | --- | --- | --- | ---- |
| 2016-2017                 | Gamecocks de la Caroline du Sud | 37  | 27  | 26,3  | 42,9 | 33,3 | 67,3 | 2,0 | 3,2 | 1,0 | 0,2 | 1,6 | 1,5 | 5,6  |
| 2017-2018                 | Gamecocks de la Caroline du Sud | 36  | 35  | 33,6  | 41,8 | 29,9 | 74,5 | 3,4 | 6,1 | 2,2 | 0,2 | 2,6 | 1,5 | 10,4 |
| 2018-2019                 | Gamecocks de la Caroline du Sud | 33  | 32  | 31,5  | 39,8 | 30,7 | 85,4 | 3,5 | 5,3 | 1,7 | 0,3 | 1,7 | 2,0 | 10,9 |
| 2019-2020                 | Gamecocks de la Caroline du Sud | 33  | 33  | 28,7  | 42,6 | 38,4 | 85,7 | 3,5 | 5,7 | 1,6 | 0,1 | 2,1 | 1,2 | 12,0 |
| Total : moyenne par match | Total : moyenne par match       |     |     | 30,0  | 41,7 | 32,8 | 79,2 | 3,1 | 5,1 | 1,6 | 0,2 | 2,0 | 1,5 | 9,6  |
| Totaux                    | Totaux                          | 139 | 127 | 4 167 | 477  | 135  | 251  | 426 | 702 | 224 | 27  | 275 | 215 | 1340 |

#### WNBA
En saison régulière
| Leader de la ligue | Gras/Meilleures performances | [ 26 ] |

| Saison                    | Équipe                    | MJ  | M5 | Min  | %T   | %3   | %LF  | Rb  | PD  | Int | Ctr | BP  | F   | Pts  |
| ------------------------- | ------------------------- | --- | -- | ---- | ---- | ---- | ---- | --- | --- | --- | --- | --- | --- | ---- |
| 2020                      | Wings de Dallas           | 21  | 3  | 19,6 | 43,3 | 33,9 | 63,6 | 1,2 | 2,7 | 0,9 | 0,1 | 0,9 | 1,7 | 6,8  |
| 2021                      | Wings de Dallas           | 32  | 3  | 16,3 | 33,6 | 33,9 | 83,3 | 1,6 | 2,7 | 0,4 | 0,3 | 1,0 | 1,3 | 4,4  |
| 2022                      | Wings de Dallas           | 35  | 5  | 15,8 | 41,6 | 30,9 | 79,2 | 0,9 | 2,8 | 0,4 | 0,1 | 1,1 | 1,0 | 5,0  |
| 2023                      | Sun du Connecticut        | 40  | 0  | 16,7 | 41,6 | 46,4 | 68,0 | 0,9 | 1,7 | 0,7 | 0,1 | 1,0 | 1,1 | 5,8  |
| 2024                      | Sun du Connecticut        | 39  | 38 | 28,8 | 42,5 | 39,5 | 76,6 | 1,8 | 3,0 | 1,0 | 0,3 | 1,4 | 1,7 | 10,5 |
| Total : moyenne par match | Total : moyenne par match |     |    | 19,6 | 41,1 | 38,4 | 75,3 | 1,3 | 2,6 | 0,7 | 0,2 | 1,1 | 1,3 | 6,5  |
| Total                     | Total                     | 170 | 49 | 3329 | 409  | 158  | 134  | 215 | 434 | 114 | 34  | 187 | 224 | 1110 |

En playoffs
| Gras/Meilleures performances | [ 26 ] |

| Saison                    | Équipe                    | MJ | M5 | Min  | %T   | %3   | %LF  | Rb  | PD  | Int | Ctr | BP  | F   | Pts |
| ------------------------- | ------------------------- | -- | -- | ---- | ---- | ---- | ---- | --- | --- | --- | --- | --- | --- | --- |
| 2021                      | Wings de Dallas           | 1  | 0  | 7,0  | 0,0  | 0,0  | -    | 0,0 | 0,0 | 0,0 | 0,0 | 0,0 | 0,0 | 0   |
| 2022                      | Wings de Dallas           | 3  | 0  | 17,3 | 36,8 | 28,6 | 100  | 2,3 | 2,3 | 0,3 | 0,3 | 1,3 | 1,0 | 6,0 |
| 2023                      | Sun du Connecticut        | 7  | 0  | 21,9 | 46,2 | 54,2 | 80,0 | 1,0 | 2,4 | 0,7 | 0,0 | 1,0 | 1,6 | 9,3 |
| 2024                      | Sun du Connecticut        | 5  | 3  | 16,4 | 50,0 | 60,0 | 100  | 0,8 | 0,2 | 0,2 | 0,0 | 0,6 | 0,8 | 6,4 |
| Total : moyenne par match | Total : moyenne par match |    |    | 18,4 | 43,8 | 50,0 | 90,9 | 1,1 | 1,6 | 0,4 | 0,1 | 0,9 | 1,1 | 7,2 |
| Total                     | Total                     | 16 | 3  | 294  | 96   | 42   | 10   | 18  | 26  | 7   | 1   | 14  | 18  | 115 |

## Palmarès et distinctions

### Palmarès

#### Université
- Championne NCAA 2017

### Distinctions personnelles

#### Université
- Dawn Staley Award en 2020
- Third team All-American en 2020